# Жирові столи

Жирові столи — обладнання для адгезійного збагачення корисних копалин.

## Загальна характеристика
Процес збагачення на жирових поверхнях базується на виборчої здібності деяких мінералів утримуватися липкими (жировими) поверхнями. При протіканні пульпи по шару жирового покриття гідрофобні частинки прилипають до неї, а гідрофільні зносяться потоком води у віддаляються у відходи.
В промислової практиці цей процес застосовується у основному в операціях доводки чорнових алмазних концентратів, які отримують при збагаченні руд корінних і розсипних родовищ. Ефективність жирового процесу залежить від фізико-хімічних властивостей застосованих жирів і поверхні алмазних частинок, механічних і гідродинамічних умов процесу.
Як жирове покриття застосовують суміші, які містять у своєму складі в різних співвідношеннях петролеум, машинні оливи, іноді вазелін, парафін тощо, в залежності від властивостей руди і температури води. Жир має бути в'язким, пластичним, не розмиватися водою й утримувати прилиплі частинки. Основним критерієм оцінки механічної міцності жиру служить величина опору здвигу, яка повинна бути в межах 780—2940 Па. Товщина жирового покриття складає 7—16 мм.
Алмази володіють високою гідрофобністю, однак навіть невеликі кількості різного роду домішок або плівок на поверхні кристалів суттєво змінюють змочуваність, а відповідно, й здатність їхнього прилипання до жирової поверхні. В тих випадках, коли необхідно підвищити гідрофобність алмазів, їх обробляють реагентами збирачами (автол, нігрол, олеїнова кислота, катіонні збирачі та ін.). Часто перед доводочними операціями здійснюють вибіркове подрібнення для зняття плівок з кристалів алмазів і розкриття зростків.
На жирових поверхнях звичайно збагачують алмази крупністю понад 0,5 мм. Як обладнання для збагачення на жирових поверхнях застосовують жирові столи періодичної і безперервної дії.

## Різновиди жирових столів
Стіл періодичної дії складається 4 — 8 покритих шаром жиру плит, встановлених каскадне на спільний підвісний рамі, яка може коливатися в горизонтальній площині з амплітудою 6—19 мм і частотою 170—220 хв−1. Плити розміром 250×900 мм встановлюються довгою стороною перпендикулярно до потоку з нахилом 8 — 18о залежно від крупності збагачуваного матеріалу. Шар жиру з прилиплими до нього частинками періодично видаляється з плит вручну, розігрівається для відділення твердих частинок, після чого охолоджується для вторинного використання.
Стіл безперервної дії (рис.) складається з нескінченої гумової стрічки 1 шириною 1 м, що натягнена між двома барабанами, змонтованими на рамі, яка встановлюється на пружинних опорах. Увесь стіл з рамою здійснює зворотно-поступальний рух в напрямку перпендикулярному руху стрічки. Стрічка у поперечному напрямку нахилена під кутом 12º до горизонту. На передньому кінці стрічки встановлено вібраційний живильник 2 жирової маси, а на задньому кінці — шкребок 3 для зняття шару жиру з алмазами. Швидкість руху стрічки становить 0,20—0,35 м/хв.
Пульпа подається зверху і рухається перпендикулярно відносно руху стрічки. Алмази прилипають до жиру і виносяться стрічкою до шкребка. Знятий шкребком шар жиру з алмазами попадає на сітку збірнику 4. Сітка у збірнику підогрівається, тому алмази звільняються від жиру, який повертається у процес, а алмази вилучаються із збірника періодично. Мінерали пустої породи змиваються водою у лоток 5 і віддаляються у відвал.
Для зменшення об'єму матеріалу, що надходить на жирові столи, і підвищення селективності процесу вихідний матеріал направляють на магнітну або електричну сепарацію. На жировий стіл надходять тільки немагнітні (непровідні) фракції, попередньо розкласифіковані по крупності для роздільної обробки кожного класу. Процес збагачення на жирових поверхнях забезпечує високий ступінь вилучення алмазів — до 99,8 %.